# Filmografía de Alia Bhatt

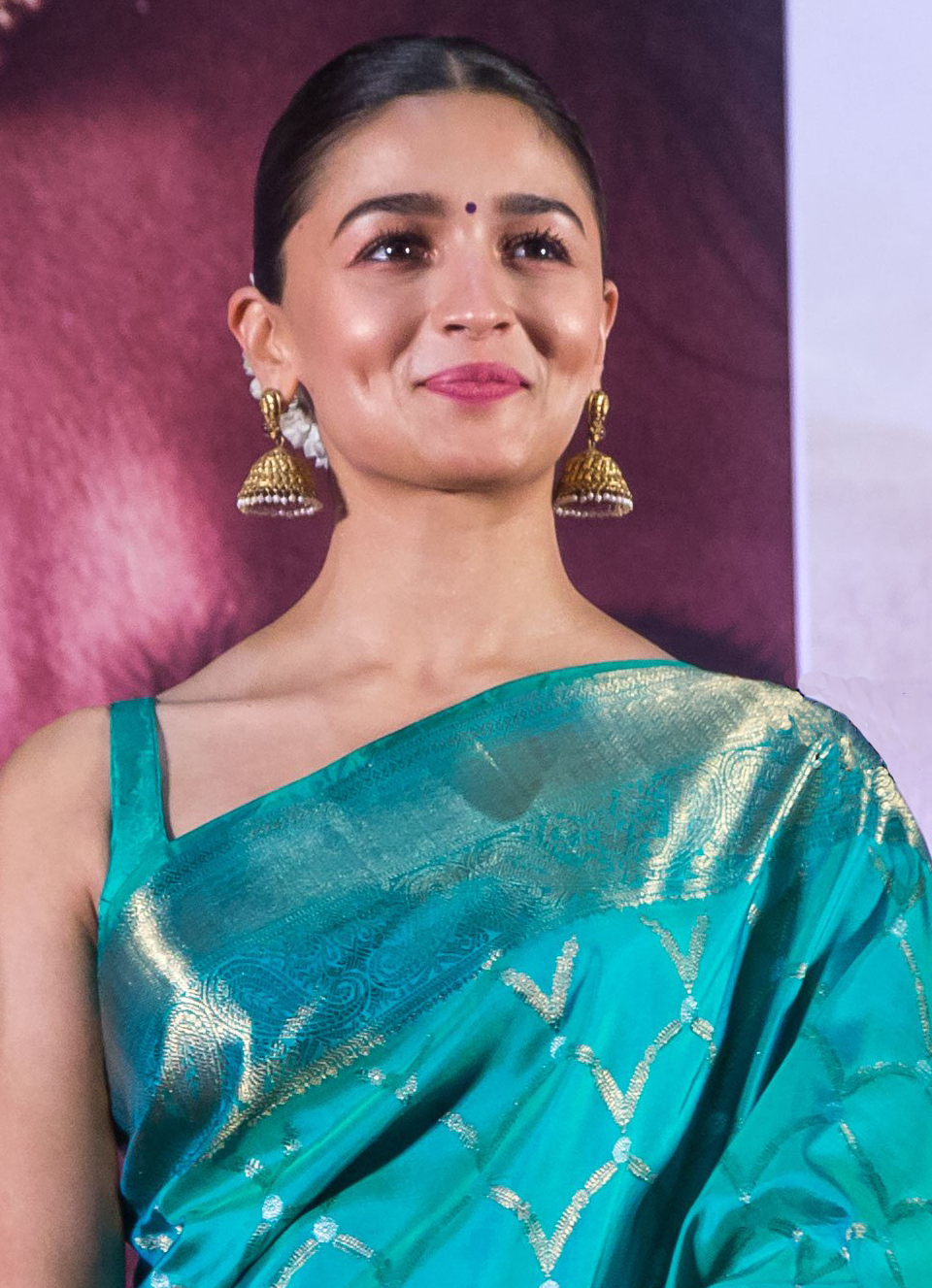
Bhatt en un evento para RRR en 2021

Alia Bhatt es una actriz británica de ascendencia india que trabaja principalmente en películas hindi. De niña, interpretó un papel secundario en la producción de su padre Mahesh Bhatt, Sangharsh (1999), como la versión más joven del personaje de la estrella Preity Zinta. En 2012, Bhatt tuvo su primer papel principal en la película adolescente Student of the Year de Karan Johar, pero su actuación no fue bien recibida. Dos años más tarde, recibió elogios por interpretar a una víctima de secuestro en el drama Highway (2014), ganando el Premio de la Crítica de Filmfare a la Mejor Actriz.  Ese mismo año, sus papeles protagónicos en las exitosas películas románticas 2 States y Humpty Sharma Ki Dulhania, ambas producidas por el estudio de Johar, Dharma Productions, la consolidaron como actriz principal. También cantó el sencillo " Samjhawan Unplugged " para la banda sonora de la última película. En los tres estrenos cinematográficos de Bhatt de 2016 — Kapoor & Sons, Dear Zindagi y Udta Punjab) — interpretó a mujeres jóvenes en circunstancias problemáticas. Su actuación en la última de estas le valió el Premio Filmfare a la Mejor Actriz. Después de otro papel romántico en Badrinath Ki Dulhania (2017), interpretó a una espía en el thriller Raazi (2018) y a una novia volátil en el drama musical Gully Boy (2019). Ganó dos premios más a Mejor Actriz en Filmfare por las dos últimas. A esto le siguieron dos películas mal recibidas, Kalank (2019) y Sadak 2 (2020). Bhatt obtuvo más éxito en 2022 con un breve papel en la película de época telugu RRR y papeles protagónicos en la película de fantasía Brahmāstra: Part One - Shiva y la película biográfica Gangubai Kathiawadi, en la que interpretó a la prostituta titular ; las tres se encuentran entre las películas indias más taquilleras del año. Ganó el Premio Nacional de Cine a la Mejor Actriz y su cuarto premio a la Mejor Actriz en Filmfare por la última de estas. También produjo y protagonizó la comedia negra de Netflix Darlings bajo su compañía Eternal Sunshine Productions, por la que recibió un Premio Filmfare OTT .  
En 2023, Bhatt protagonizó junto a Ranveer Singh la comedia romántica de Johar , Rocky Aur Rani Kii Prem Kahaani, una de las películas en hindi más taquilleras del año, y se expandió al cine estadounidense con la película de acción de Netflix Heart of Stone. La primera le valió un quinto premio a Mejor Actriz en Filmfare, un récord.

## Películas
- Todas las películas están en hindi a menos que se indique lo contrario.

| Year | Title                           | Role                | Notes                                         | Ref.   |
| ---- | ------------------------------- | ------------------- | --------------------------------------------- | ------ |
| 1999 | Sangharsh                       | Young Reet Oberoi   | Child actor                                   | [ 2 ]  |
| 2012 | Student of the Year             | Shanaya Singhania   |                                               | [ 22 ] |
| 2014 | Highway                         | Veera Tripathi      |                                               | [ 23 ] |
| 2014 | 2 States                        | Ananya Swaminathan  |                                               | [ 24 ] |
| 2014 | Humpty Sharma Ki Dulhania       | Kavya Pratap Singh  |                                               | [ 25 ] |
| 2014 | Ugly                            | Young Shalini       | Cameo                                         | [ 26 ] |
| 2014 | Going Home                      | Herself             | Short film                                    | [ 27 ] |
| 2015 | Shaandaar                       | Alia Arora          |                                               | [ 28 ] |
| 2016 | Kapoor & Sons                   | Tia Malik           |                                               | [ 29 ] |
| 2016 | Udta Punjab                     | Mary Jane           |                                               | [ 30 ] |
| 2016 | Ae Dil Hai Mushkil              | DJ                  | Cameo                                         |        |
| 2016 | Dear Zindagi                    | Kaira               |                                               | [ 31 ] |
| 2017 | Badrinath Ki Dulhania           | Vaidehi Trivedi     |                                               | [ 32 ] |
| 2018 | Raazi                           | Sehmat Khan         |                                               | [ 33 ] |
| 2018 | Zero                            | Herself             | Cameo                                         | [ 34 ] |
| 2019 | Gully Boy                       | Safeena Firdausi    |                                               | [ 35 ] |
| 2019 | Kalank                          | Roop                |                                               | [ 36 ] |
| 2019 | Student of the Year 2           | Herself             | Special appearance in song "The Hook Up Song" | [ 37 ] |
| 2020 | Sadak 2                         | Aarya Desai         |                                               | [ 38 ] |
| 2022 | Gangubai Kathiawadi             | Gangubai Kathiawadi |                                               | [ 39 ] |
| 2022 | RRR                             | Sita                | Telugu film; Cameo                            | [ 40 ] |
| 2022 | Darlings                        | Badru Qureshi       | Also producer                                 | [ 41 ] |
| 2022 | Brahmāstra: Part One – Shiva    | Isha Chatterjee     |                                               | [ 42 ] |
| 2023 | Rocky Aur Rani Kii Prem Kahaani | Rani Chatterjee     |                                               | [ 43 ] |
| 2023 | Heart of Stone                  | Keya Dhawan         | American film                                 | [ 44 ] |
| 2024 | Jigra                           | Satyabhama Anand    | Also producer                                 | [ 45 ] |

## Televisión
| Year      | Title   | Role | Notes                                | Ref.   |
| --------- | ------- | ---- | ------------------------------------ | ------ |
| 2023–2024 | Poacher | —    | Executive producer; Malayalam series | [ 46 ] |

## Vídeos musicales
| Year | Title               | Performers                                 | .      |
| ---- | ------------------- | ------------------------------------------ | ------ |
| 2019 | "Prada"             | The Doorbeen, Shreya Sharma                | [ 47 ] |
| 2019 | "Smile Deke Dekho"  | Amit Trivedi, Sunidhi Chauhan, Nakash Aziz | [ 48 ] |
| 2020 | "Kudi Nu Nachne De" | Vishal Dadlani, Sachin–Jigar               | [ 49 ] |

## Discografía
| Year | Track                         | Album                     | Ref.   |
| ---- | ----------------------------- | ------------------------- | ------ |
| 2014 | "Sooha Saha"                  | Highway                   | [ 50 ] |
| 2014 | "Samjhawan Unplugged"         | Humpty Sharma Ki Dulhania | [ 51 ] |
| 2016 | "Ikk Kudi (Club Mix)"         | Udta Punjab               | [ 52 ] |
| 2016 | "Love You Zindagi (Club Mix)" | Dear Zindagi              | [ 53 ] |
| 2016 | "Ae Zindagi Gale Laga Le – 2" | Dear Zindagi              | [ 53 ] |
| 2017 | "Humsafar (Alia's version)"   | Badrinath Ki Dulhania     | [ 54 ] |
| 2020 | "Tum Se Hi (Reprise)"         | Sadak 2                   | [ 55 ] |
| 2024 | "Chal Kudiye"                 | Jigra                     | [ 56 ] |